# مد تی‌وی
مدتی وی (به کردی: MED TV) نخستین شبکه خبری به زبان کردی است که درابتدا شش ساعت به زبان های کردی ،سریانی ،عربی و ترکی   فعالیت می کرد و مقر ان در انگلستان می باشد.مخاطبان برنامه های این شبکه در  اروپا،افریقا و خاورمیانه می باشند.مدتی وی در سال ۱۹۹۵ تبدیل به نخستین شبکه پخش  برنامه‌های خبری به زبان کردی در اروپا وخاورمیانه شد.

## تاریخچه
این شبکه خبری در تاریخ ۱۵مه ۱۹۹۵ کار خود را آغاز کرد.